# (57140) Gaddi
(57140) Gaddi est un astéroïde de la ceinture principale.

## Description
(57140) Gaddi est un astéroïde de la ceinture principale. Il fut découvert le 15 août 2001 à San Marcello Pistoiese par Luciano Tesi et Andrea Boattini. Il présente une orbite caractérisée par un demi-grand axe de 2,43 UA, une excentricité de 0,19 et une inclinaison de 3,0° par rapport à l'écliptique.

## Compléments